# Scytodes guttipes
Scytodes guttipes là một loài nhện trong họ Scytodidae.
Loài này thuộc chi Scytodes. Scytodes guttipes được Eugène Simon miêu tả năm 1893.